# Prostrkání

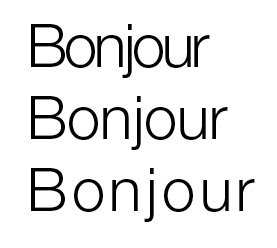
Písmo těsné, normální a prostrkané

Prostrkání je v typografii zvýraznění textu stejnosměrným oddálením liter. Při tradičním ručním vytváření kovových sazeb se při prostrkávání vkládaly mezi litery výplňky, které zvětšovaly mezeru.
Na psacím stroji se prostrkání provádělo vložením mezery mezi písmena. Při práci s počítačem se tato metoda nedoporučuje, protože vkládání mezer může rozbít formátování textu a znemožnit fulltextové vyhledávání. Pokud je prostrkávání nezbytné, je třeba použít speciální funkce.